# Piotr Zgorzelski
Piotr Zgorzelski (ur. 17 września 1963 w Płocku) – polski samorządowiec, nauczyciel i polityk, starosta powiatu płockiego (2010–2011), poseł na Sejm VII, VIII, IX i X kadencji (od 2011), wicemarszałek Sejmu IX i X kadencji (od 2019), przewodniczący Klubu Parlamentarnego Polskie Stronnictwo Ludowe–Trzecia Droga (od 2024).

## Życiorys
Ukończył historię na Uniwersytecie Łódzkim (w 1990), ekonomię na Uniwersytecie Mikołaja Kopernika w Toruniu (w 2002), studia z zakresu integracji europejskiej w Szkole Wyższej im. Pawła Włodkowica w Płocku (w 2007), a także studia menedżerskie na Uniwersytecie Warszawskim (w 2010). Od 1983 pracował jako nauczyciel w szkołach podstawowych w Ciachcinie i w Leszczynie Szlacheckim. Od 1992 do 1998 był dyrektorem drugiej z tych placówek. Następnie przez cztery lata zajmował stanowisko wicewójta gminy Bielsk. Wybierany w kolejnych wyborach samorządowych do rady powiatu płockiego. W 2003 został dyrektorem delegatury Urzędu Marszałkowskiego Województwa Mazowieckiego w Płocku. W 2010 zastąpił Michała Boszkę na funkcji starosty płockiego.
W latach 80. był związany z Konfederacją Polski Niepodległej. Zaangażował się później w działalność Polskiego Stronnictwa Ludowego, został wiceprezesem struktur wojewódzkich i prezesem struktur powiatowych tej partii. W 2015 objął funkcję sekretarza Naczelnego Komitetu Wykonawczego PSL.
W wyborach parlamentarnych w 2005 bez powodzenia kandydował do Senatu, a w wyborach w 2007 do Sejmu. W wyborach parlamentarnych w 2011 uzyskał mandat poselski, startując z 3. miejsca na liście Polskiego Stronnictwa Ludowego w okręgu płockim i otrzymując 4323 głosy. W wyborach samorządowych w 2014 kandydował na prezydenta Płocka, zajmując 5. miejsce spośród 7 kandydatów.
W wyborach w 2015 został ponownie wybrany do Sejmu, otrzymując 8070 głosów. W 2019 z powodzeniem ubiegał się o poselską reelekcję, uzyskując 16 775 głosów. 12 listopada 2019 został wybrany na wicemarszałka Sejmu IX kadencji. W wyborach w 2023 po raz czwarty z rządu został wybrany do Sejmu, kandydując z ramienia koalicji Trzecia Droga i zdobywając z wynikiem 32 011 głosów. 13 listopada tego samego roku został wybrany na wicemarszałka Sejmu X kadencji. W 2024 objął też funkcję przewodniczącego KP PSL-TD. Został członkiem rady Fundacji „Pomoc Polakom na Wschodzie” im. Jana Olszewskiego.

## Wyniki w wyborach ogólnopolskich
| Wybory | Komitet wyborczy   | Komitet wyborczy           | Organ             | Okręg           | Wynik           |
| ------ | ------------------ | -------------------------- | ----------------- | --------------- | --------------- |
| 2005   |                    | Polskie Stronnictwo Ludowe | Senat VI kadencji | nr 15           | 27 880 (12,15%) |
| 2007   | Sejm VI kadencji   | Polskie Stronnictwo Ludowe | nr 16             | 1617 (0,53%)    |                 |
| 2011   | Sejm VII kadencji  | Polskie Stronnictwo Ludowe | nr 16             | 4323 (1,56%)    |                 |
| 2015   | Sejm VIII kadencji | Polskie Stronnictwo Ludowe | nr 16             | 8070 (2,69%)    |                 |
| 2019   | Sejm IX kadencji   | Polskie Stronnictwo Ludowe | nr 16             | 16 775 (4,53%)  |                 |
| 2023   |                    | Trzecia Droga              | nr 16             | Sejm X kadencji | 32 011 (7,23%)  |

## Odznaczenia
- Brązowy Krzyż Zasługi – 2004[13]
- Odznaka Honorowa za Zasługi dla Samorządu Terytorialnego – 2015[14].
- Krzyż Czynu Zbrojnego Polskiej Samoobrony na Kresach Wschodnich II RP (ZKRPiBWP) – 2024[15]